# Operation Klotty
Operation Klotty är en svensk dockserie skapad av Björn Carlberg. Serien publicerades för första gången 2019 på SVT Play. Den handlar om den nyrika Renata, hennes barskrapade bilhandlare till make vid namn Klotty, tonårsdottern Paula, högadliga väninnor, holländska friare, danska sekreterare och vanartiga vänner. I första säsongens 8 avsnitt får vi följa dem genom kärlek och katastrofer, rikedom och avgrund, död och återuppståndelser, ända in i sovrummet. För att inte tala om en avgörande eldstrid.
Rösterna görs av Björn Carlberg och Petter Lennstrand. Katja Serrander står för dockdesign och kostym.